# 1520'erne
Århundreder: 15. århundrede – 16. århundrede – 17. århundrede
Årtier: 1470'erne 1480'erne 1490'erne 1500'erne 1510'erne – 1520'erne – 1530'erne 1540'erne 1550'erne 1560'erne 1570'erne
År: 1520 1521 1522 1523 1524 1525 1526 1527 1528 1529
Begivenheder
- Mellemamerika underlægges Spanien. Fortsætter ind i 1530'erne.

Personer